# Nguyễn Thắng
Nguyễn Thắng (sinh năm 1980) là một ca sĩ nhạc hải ngoại tiêu biểu của Trung tâm Vân Sơn.

## Cuộc đời và sự nghiệp
Anh sinh năm 1980 tại Thành phố Hồ Chí Minh.
Năm 1987, Nguyễn Thắng cùng gia đình sang định cư ở San Francisco, Hoa Kỳ. Tại đây, anh học một trường nghệ thuật song song với việc học văn hóa. 8 năm học tại đó trang bị cho anh căn bản nhạc lý vững vàng, và khả năng sử dụng một số nhạc cụ mà rành nhất là bộ gõ. Trước khi gia nhập Trung tâm Vân Sơn 5, 6 năm thì Nguyễn Thắng đã là tay trống chuyên nghiệp, chơi chung với Carlos Santana vài lần.
Một lần đi ngang qua trung tâm Vân Sơn, anh nảy ra ý định đưa cho trung tâm một CD demo do chính anh thu để nhận sự đánh giá về kỹ thuật thu âm, giọng hát của mình. Chủ trung tâm Vân Sơn là vợ chồng nghệ sĩ Vân Sơn đã tiếp và nghe thử tại chỗ, sau đó mời ký hợp đồng ngay. Một năm sau, anh mới chính thức nhận lời hợp tác với trung tâm Vân Sơn và xuất hiện lần đầu trong chương trình video Vân Sơn 19 với bài hát I Like Chopin. Từ đó đến năm 2006, anh xuất hiện trong 16 chương trình của trung tâm này.
Thể loại nhạc Nguyễn Thắng thường trình bày là Soft rock. Phần lớn là nhạc ngoại quốc viết lời Việt bởi Huỳnh Nhật Tân, Nhật Đăng Khoa và chính anh. Bạn diễn ăn ý của anh ở trung tâm Vân Sơn là nữ ca sĩ Cát Tiên.
Năm 2007, anh về Việt Nam tham gia bộ phim Dòng máu anh hùng do hãng phim Chánh Phương sản xuất. Trong phim này, anh đóng vai phản diện Hứa Danh mà theo anh cho biết là "Đạo diễn Charlie Nguyễn, Johnny Trí Nguyễn và producer chính của phim là Nghiêm Phạm tự nhiên hứng thú gọi Thắng để đóng một vai trong đó. Thì Thắng cũng một phần là ham chơi, thử coi xem sao".
Năm 2008, lần đầu tiên Nguyễn Thắng xuất hiện trên sân khấu trung tâm Thúy Nga. Bạn diễn ăn ý với anh ở trung tâm này là Như Loan, Minh Tuyết.
Năm 2004, Nguyễn Thắng mở phòng thu riêng NT Sounds ở Quận Cam, California: Westminster, California. Hiện nay, Nguyễn Thắng là nhà sản xuất nhạc và ca sĩ tự do. Dự án âm nhạc do anh sản xuất gần đây nhất là CD "23 - Love And Dream" của ca sĩ Annie Trâm Anh (do trung tâm Thúy Nga đại diện phát hành năm 2015).
Năm 2017, lần đầu tiên anh xuất hiện trên sân khấu trung tâm Asia trong chương trình Asia 79: Còn Mãi Trong Tim với bài hát Hận Tình.

## Album
| Năm  | Tựa đề                      | Hát cùng với                                         | Mã đĩa    |
| ---- | --------------------------- | ---------------------------------------------------- | --------- |
| 2002 | Tình Trong Cơn Mưa          |                                                      | VSCD110   |
| 2002 | Kiss Goodbye                |                                                      | VSCD119   |
| 2003 | Người Ra Đi - Ôi Tình Yêu 2 | Cát Tiên, Ngọc Thúy, Tú Quyên, Trần Hải Mi           | VSCD122   |
| 2003 | Mãi Không Trở Về            |                                                      | VSCD128   |
| 2003 | Tình Đã Nhạt Mờ             | Cát Tiên                                             | VSCD131   |
| 2004 | Kỷ Niệm Vụt Bay             | Diễm Liên                                            | VSCD135   |
| 2005 | Khóc Cho Thêm Sầu           | Andy Quách, Cát Tiên, Minh Trí, Việt Thy             | VSCD141   |
| 2005 | Chờ Ai                      |                                                      | NT Sounds |
| 2006 | Ước Chi Có Em               |                                                      | VSCD151   |
| 2006 | Khúc Nhạc Buồn              | Lưu Phi Vân                                          | NT Sounds |
| 2007 | Quên Một Lời Thề            | Hà Ngọc Vân, Andy Quách, Vy, Vân Thảo, Tuyết Thanh   | VSCD160   |
| 2007 | My Story                    | Nhiều ca sĩ                                          | TNCD      |
| 2009 | Broken                      | Bằng Kiều, Minh Tuyết, Thái Foon, Adam Hồ, Hoài Trâm | TNCD434   |

## Các tiết mục trình diễn trên sân khấu

### Trung tâm Vân Sơn
| STT | Tiết mục                                       | Thể hiện với                                       | Chương trình | Năm  |
| --- | ---------------------------------------------- | -------------------------------------------------- | ------------ | ---- |
| 1   | I Like Chopin                                  | solo                                               | Vân Sơn 19   | 2001 |
| 2   | Can't Take My Eyes Off You                     | Lương Tùng Quang, Minh Trí                         | Vân Sơn 19   | 2001 |
| 3   | Tình Trong Cơn Mưa                             | solo                                               | Vân Sơn 20   | 2001 |
| 4   | Một Lần Rồi Thôi (LV: Huỳnh Nhật Tân)          | solo                                               | Vân Sơn 21   | 2002 |
| 5   | Em Cô Gái Việt Nam (Huỳnh Nhật Tân, Nguyễn Cư) | Vân Sơn, Bảo Liêm, Trường Vũ, Minh Trí, Quang Minh | Vân Sơn 21   | 2002 |
| 6   | Sống Trong Phút Giây (LV: Tú Quyên)            | Tú Quyên                                           | Vân Sơn 21   | 2002 |
| 7   | Người Ra Đi                                    | solo                                               | Vân Sơn 23   | 2002 |
| 8   | Mãi Không Trở Về (LV: Huỳnh Nhật Tân)          | solo                                               | Vân Sơn 24   | 2003 |
| 9   | Asian Girls (Minh Trí)                         | Minh Trí                                           | Vân Sơn 24   | 2003 |
| 10  | Tình Đã Nhạt Mờ (LV: Huỳnh Nhật Tân)           | solo                                               | Vân Sơn 25   | 2003 |
| 11  | Kỷ Niệm Vụt Bay                                | solo                                               | Vân Sơn 26   | 2003 |
| 12  | Vì sao Không Nói                               | solo                                               | Vân Sơn 27   | 2004 |
| 13  | Khóc Cho Thêm Sầu (Nguyễn Thắng)               | solo                                               | Vân Sơn 28   | 2004 |
| 14  | Vẫn Yêu                                        | solo                                               | Vân Sơn 29   | 2005 |
| 15  | Yêu Em Suốt Đời                                | Cát Tiên                                           | Vân Sơn 29   | 2005 |
| 16  | Rung Động                                      | solo                                               | Vân Sơn 30   | 2005 |
| 17  | Ước Chỉ Có Em                                  | solo                                               | Vân Sơn 31   | 2005 |
| 18  | Ngồi Ôm Bóng Em                                | solo                                               | Vân Sơn 32   | 2005 |
| 19  | Vì Anh Yêu Em                                  | Andy Quách                                         | Vân Sơn 32   | 2005 |
| 20  | Thời Anh Hùng Thượng Hải                       | solo                                               | Vân Sơn 33   | 2006 |
| 21  | Quên Một Lời Thề                               | solo                                               | Vân Sơn 34   | 2006 |
| 22  | Hãy Nói Lời Yêu Dấu                            | Cát Tiên                                           | Vân Sơn 35   | 2006 |

### Trung tâm Thúy Nga
| STT | Tiết mục                                                               | Thể hiện với                                                                                                  | Chương trình      | Năm  |
| --- | ---------------------------------------------------------------------- | --- | ----------------- | ---- |
| 1   | Tình Đã Lãng Quên (LV: Huỳnh Nhật Tân)                                 | Như Loan | Paris By Night 92 | 2008 |
| 2   | LK Top Hits                                                            | Minh Tuyết, Quỳnh Vi, Tú Quyên, Ngọc Liên, Nguyệt Anh, Bằng Kiều, Trịnh Lam, Dương Triệu Vũ, Lương Tùng Quang | Paris By Night 92 | 2008 |
| 3   | Đừng Giấu Trong Lòng (Hoài An)                                         | Minh Tuyết | Paris By Night 95 | 2009 |
| 4   | LK Phố Cũ Vắng Anh (LV: Minh Tâm), Sao Phải Cách Xa (LV: Võ Hoài Phúc) | Minh Tuyết | Paris By Night 98 | 2009 |
| 5   | LK Dấu Chân Tình Ái (Ngọc Trọng), Tóc Ngang Bờ Vai (Vũ Tuấn Đức)       | Như Loan | Paris By Night 99 | 2010 |

### Trung tâm Asia
| STT | Tiết mục            | Thể hiện với | Chương trình | Năm  |
| --- | ------------------- | ------------ | ------------ | ---- |
| 1   | Hận Tình (Anh Bằng) | solo         | ASIA 79      | 2017 |